# 1554 en santé et médecine
| Années de la santé et de la médecine : 1551 - 1552 - 1553 - 1554 - 1555 - 1556 - 1557    |
| Décennies de la santé et de la médecine : 1520 - 1530 - 1540 - 1550 - 1560 - 1570 - 1580 |

Cet article présente les faits marquants de l'année 1554 en santé et médecine.

## Événements
- L'hôpital  Saint-Jacques du bout du pont, fondé en 1313 à Toulouse, en Languedoc, par la réunion des hôpitaux Novel (1225) et Sainte-Marie de la Daurade (1230), prend le nom d'hôtel-Dieu Saint-Jacques[1].
- Nicolas Monardes constitue une collection de drogues exotiques provenant d'Amérique[2].
- Antoine Saporta rédige la description d'un anévrysme de l'aorte qui ne sera publiée qu'en 1624[2].

## Publications
- Sous le titre de Medicina, Jean Fernel (1506-1558) fait imprimer à Paris, chez André Wechel, le premier traité à envisager la possibilité d'une anatomopathologie[2],[3].
- Johann Lange (1485-1565), publie ses  « Lettres diverses sur la médecine » (Medicinalium epistolarum miscellanea), où l'on trouve la première description de la chlorose ou « maladie des vierges » (morbus virgineus[2]).
- Pierandrea Mattioli  (1501-c.1578) publie en latin ses grands Commentaires en six livres de Dioscoride, assortis de nombreuses images de plantes et d'animaux[2].
- Le médecin et botaniste flamand Rembert Dodoens (1517-1585) publie le Cruydeboeck, ouvrage de botanique et de matière médicale de plus de huit cents pages et sept cents figures, qui reprend l'herbier de Fuchs augmenté de deux cents planches inédites[4],[5].
- Guillaume Rondelet (1507-1566), médecin, anatomiste et naturaliste français, fait imprimer à Lyon, par Macé Bonhomme, son ouvrage en latin « sur les poissons marins » (Libri de piscibus marinis[6],[7]).
- Valentinus Lublinus (en) édite en un volume, chez Balthazar Constantin à Venise, les cours de son maître Johannes Baptista Montanus sous les titres de De excrementis, Questio quomodo medicamentum aequale vel inaequale dicatur et De morbo Gallico[8].
- Jacob Rueff (c.1500-1558) fait paraître à Zurich, chez Christopher Froschauer, son traité sur la « conception et la génération humaines » (De conceptu et generatione hominis[9]).

## Décès
- Jérôme Bock (né en 1498), médecin et botaniste, « l'un des plus anciens pharmacologistes d'Allemagne », auteur du New Kreütter Büch publié à Strasbourg en 1539[10],[11].